# Flughafen Kangra

i8
i11
i13
Der ca. 770 m hoch gelegene Flughafen Kangra (englisch Kangra Airport, auch Gaggal- oder Dharamsala Airport, IATA-Code: DHM, ICAO-Code: VIGG) ist ein nationaler Flughafen bei Gaggal ca. 12 km (Fahrtstrecke) nördlich der Kleinstadt Kangra bzw. etwa 13 km südwestlich von Dharamsala im Bundesstaat Himachal Pradesh im Norden Indiens.

## Geschichte
Vom ursprünglich als Militärflughafen konzipierten Airport starten seit den 1970er Jahren auch zivile Flüge zunächst mit Propellerantrieb und – nach den Ausbau der Start- und Landebahn im Jahr 2007 – vorrangig mit Turboprop-Maschinen.

## Verbindungen
Derzeit betreiben zwei Fluggesellschaften Flüge nach Delhi und Chandigarh.

## Sonstiges
- Betreiber des zivilen Teils des Flughafens ist die Airports Authority of India.
- Es gibt eine Start-/Landebahn mit ca. 1408 m Länge.